# Långmarktjärnen (Ströms socken, Jämtland, 709441-149929)
Långmarktjärnen är en sjö i Strömsunds kommun i Jämtland och ingår i Ångermanälvens huvudavrinningsområde.